# Bryum crozetense
Bryum crozetense là một loài rêu trong họ Bryaceae. Loài này được Kaal. mô tả khoa học đầu tiên năm 1912.